# نادين شتاكليف
نادين نبيل شتاكليف (من مواليد 9 فبراير 1985) هي لاعبة كرة قدم لبنانية سابقة لعبت كلاعبة خط وسط، ومثلت لبنان دوليًا.

## النشأة
ولدت في بيروت، وانتقلت إلى الإمارات العربية المتحدة عندما كان عمرها بضعة أسابيع. بدأت لعب كرة القدم في سن السادسة. أكملت دراستها في أحد مدارس أبو ظبي، وحاصلة على شهادة جامعية في المالية من لبنان، قبل أن تعمل كموظفة في أحد المصارف.

## مهنة النادي
لعبت لنادي الأنصار اللبناني منذ تأسيسه عام 2007، ولنادي أبو ظبي في الإمارات العربية المتحدة عام 2009. في عام 2011، لعبت مع فريق كينغ رايدرز الإماراتي في البطولة الوطنية لكرة القدم للهواة، وساعدتهم على الفوز بلقب الدوري بعد تسجيلها هدفي الفوز (2-0) في المباراة النهائية ضد الصقور.
في عام 2009، عملت كمسؤولة قسم الاتصالات لنادي أوكلاند سيتي النيوزيلندي، وساعدت الفريق كمترجمة من العربية إلى الإنجليزية قبل مباراة النادي ضد النادي الإماراتي شباب الأهلي في كأس العالم للأندية 2009.

## مهنة دولية
مثلت لبنان في تصفيات كأس آسيا للسيدات 2014 في عام 2013، حيث لعبت ثلاث مباريات وسجلت هدفين في مرمى الكويت. وكانت قائدة الفريق لبضع سنوات.

## الإحصائيات

### دولية
| # | تاريخ        | مكان                           | الخصم  | نتيجة | الحصيلة | مسابقة                       | مراجع  |
| - | ------------ | ------------------------------ | ------ | ----- | ------- | ---------------------------- | ------ |
| 1 | 9 يونيو 2013 | ستاد عمان الدولي، عمان، الأردن | الكويت | 4-0   | 12-1    | تصفيات كأس آسيا للسيدات 2014 | [ 10 ] |
| 2 | 9 يونيو 2013 | ستاد عمان الدولي، عمان، الأردن | الكويت | 10-0  | 12-1    | تصفيات كأس آسيا للسيدات 2014 | [ 10 ] |

## الانجازات
كينغ رايدرز
- البطولة الوطنية لكرة القدم للهواة: 2011

لبنان
- بطولة اتحاد غرب آسيا لكرة القدم للسيدات المركز الثالث: 2007

## روابط خارجية
- نادين شتاكليف على موقع أف آي لبنان (FA Lebanon)
- نادين شتاكليف  على سكروي